# Umm Nir
Umm Nir (arab. أم نير) – wieś w Syrii, w muhafazie Idlib. W 2004 roku liczyła 315 mieszkańców.